# Ločevalna dieta
Ločevalna dieta oz. Hayeva dieta je shujševalna dieta s kombiniranjem živil, ki temelji na delu in izkušnjah ameriškega zdravnika Howarda Haya, ki je zagovarjal ločeno uživanje hrane glede na bazičen oz. kisel učinek, ki jo ima na telo.
Ločevalna dieta zagovarja ločeno uživanje beljakovin in ogljikovih hidratov, kar naj bi razbremenilo trebušno slinavko. Njene različice so 90 dnevna ločevalna dieta, Kensingtonska dieta in dieta Beverly Hills.

## 90 dnevna ločevalna dieta
90 dnevna ločevalna dieta se začne z beljakovinskim dnem, ki mu sledijo škrobni dan, dan ogljikovih hidratov in sadni dan. Vsak 29. dan se lahko uživa samo vodo. Vrstnega reda se ne sme menjati. V beljakovinskem dnevu so med kosilom in večerjo 4 ure, po 20. uri pa ni uživanja hrane. V ostalih dnevih so med kosilom in večerjo 3 ure. V prvem in drugem dnevu se lahko pri kosilu je 1 kos polnozrnatega kruha. V dnevu ogljikovih hidratov sta pri večerji obvezna sladica in 1 rebro temne čokolade. V sadnem dnevu se je večkrat na dan, tudi semena in oreške. Med obroki sta 2 uri. Pri mesu imajo prednost perutnina in ribe.

## Kritike
Ločevanje ogljikovih hidratov na dan ogljikovh hidratov in dan škroba je neprimerno. Prvi bi se moral imenovati dan predelanih ogljikovih hidratov, drugi pa dan nepredelanih ogljikovih hidratov. Škroba se na dan ogljikovih hidratov zaužije več, kot na dan škroba.
Hayeva dieta zanemarja pomen velikosti porcij, pomembnih za ohranjanje telesne mase. Izguba telesne teže pri 90 dnevni ločevalni dieti je posledica premajhnega vnosa energije, ki ne zadovolji niti dnevnih potreb bazalnega metabolizma ženske (5600 kJ), kaj šele moškega (7300 kJ).
Ločevalna dieta ne zagotavlja zadovoljivega vnosa žit in žitnih izdelkov (vir folne kisline, magnezija, železa, vitaminov B in selena), mlečnih izdelkov (vir kalcija) in rib (vir joda in n-3 maščobnih kislin). Prenizek je tudi vnos vitaminov A in D ter cinka. Zadosten je le vnos vitamina C, natrija in kalija. Večina dnevov diete vsebuje preveč natrija. Dietna hrana vsebuje tudi preveč soli, izjema so sadni dnevi. Na manjko vitamina D vpliva prenizek vnos maščob.